# Зенджан
Зенджа́н (перс. زنجان‎, азерб. Zəncan / زنجان) — город на северо-западе Ирана, административный центр провинции Зенджан.
Важный культурный центр. Родина традиционных персидских ковров и крупнейший центр их промышленного и кустарного производства.

## География
Расположен в 298 км к северо-западу от Тегерана и примерно в 125 км от побережья Каспийского моря, на высоте 1638 м над уровнем моря.

## Население
Население по данным переписи 2016 года составляет 386 851 человек. Подавляющее большинство населения — азербайджанцы (афшары, шахсевены и баяты).
Динамика численности населения города по годам:
| 1900   | 1956   | 1966   | 1976    | 1986    | 1991    | 1996    |
| ------ | ------ | ------ | ------- | ------- | ------- | ------- |
| 20 000 | 47 000 | 59 000 | 100 505 | 214 982 | 254 100 | 286 295 |

## Достопримечательности

### Базар Зенджан
Среди его важных достопримечательностей Зенджана надо упомянуть исторический комплекс базара Зенджан. Он признан одним из наиболее интересных комплексов такого рода в государстве и включён в Список культурного наследия Ирана. Данный базар раскинулся на площади в 15 гектаров, он расположен в центре древней городской структуры, и его можно поделить на две части: нижний и верхний. Можно указать на наличие в рынке потолка, где много отверстий. На его территории были сооружены мечети. По всей вероятности, сооружение этого грандиозного комплекса следует отнести к 1790 г., когда правил основатель династии Каджаров — Ага-Мухаммад Хан Каджар. Современный вид комплекс приобрёл в 1906 г. Данный базар сочетает в себе оптовые и розничные торговые ряды, а выход из него в город происходит благодаря множеству переулков. Нигде в Зенджане не найти такого разнообразия товаров, как там. Поскольку рынок крытый, бойкая торговля там идёт и в дождь, и в снег.

### Мост  Мир-Баха-уд-Дина
Одним из важных городских достопримечательностей необходимо признать и мост Мир-Баха-уд-Дина. Он находится в одном из южных пригородов Зенджана. Был построен в период правления Насер-ад-Дин Шаха Каджара.

### Музей Рахтшуянэ
Существует в городе и музей под названием Рахтшуянэ (Этнографический музей) расположенный в центре старого города. В этом районе местные женщины стирали одежду, в связи с чем он стал известен под названием Рахтшуянэ (перс., букв. «Район стирания одежды»). То есть, здание музея в старину использовалось для стирки белья. Его и возвели с целью помочь женщинам стирать бельё поздней осенью и зимой, чтобы они не страдали от холода. Оно построено двумя братьями: архитектором Машхади Акбаром и строителем Машхади Эсмаилом в позднекаджарском стиле. Сейчас это здание перестроено и отремонтировано.

### Мечеть Дамирли
Древняя историческая мечеть Дамирийе (Дамирли) находится на юго-западе города Зенджан. Её главная молельня имеет семь колонн. Её арки богато украшены и не имеют себе равных по красоте во всём Зенджане.

## Города-побратимы
- Турция: Трабзон
- Малайзия: Малакка